# 顓頊曆
《顓頊曆》是中国古代曆法，古六曆的一种，屬於陰陽曆。測制年代或為秦獻公十九年（西元前366年）。秦國在秦武王時期仍舊使用周曆，故秦國之顓頊曆實施時間當在秦昭王時期。至秦始皇一統天下後遍行，經秦朝至西汉太初历制定（前104年）始棄。
顓頊曆採用十九年七閏法，1太陽年{\displaystyle 365{\frac {1}{4}}}日（＝365.25日）（四分法）、1朔望月{\displaystyle 29{\frac {499}{940}}}日（≒29.53085日）。
秦以夏曆冬十月为歲首（一年之始），輪至九月為年末。閏月置于年末九月之後为後九月，即歲末置閏法。比如秦昭王五十六年後九月，秦昭王去世。（《睡虎地秦墓竹簡·編年紀》）。秦二世二年，十二月陈胜被杀，九个月後的九月项梁被杀，一个月後後九月楚怀王派宋义、项羽救赵国。三个月後秦二世三年十二月巨鹿之战。
秦二世在位時期为始皇帝避諱改正月为端月。

## 文內注釋
1. ↑  文物1982年第1期《四川省青川縣戰國墓發掘簡報》引秦牘「〔秦武王〕二年十一月己酉朔」
2. ↑  白光琦. . 《自然科学史研究》2002年 第2期 10 页 179-188页.
3. ↑  雷宝, 詹石窗. . 《华中师范大学学报：人文社会科学版》2010年 第1期 6 页 89-94页.
4. ↑  淮南子 天文訓 月日行十三度七十六分度之二十六，二十九日九百四十分日之四百九十九而為月，而以十二月為歲。歲有餘十日九百四十分日之八百二十七，故十九歲而七閏。